# Reventón de un pozo petrolero
Un reventón de un pozo petrolífero es la liberación incontrolada de petróleo crudo y/o gas natural de un pozo de petróleo o gas después de que fallaron los sistemas de control de presión. Los pozos modernos tienen dispositivos de prevención de reventones destinados a prevenir tal ocurrencia. Una chispa accidental durante un reventón puede provocar un catastrófico incendio de petróleo o gas.

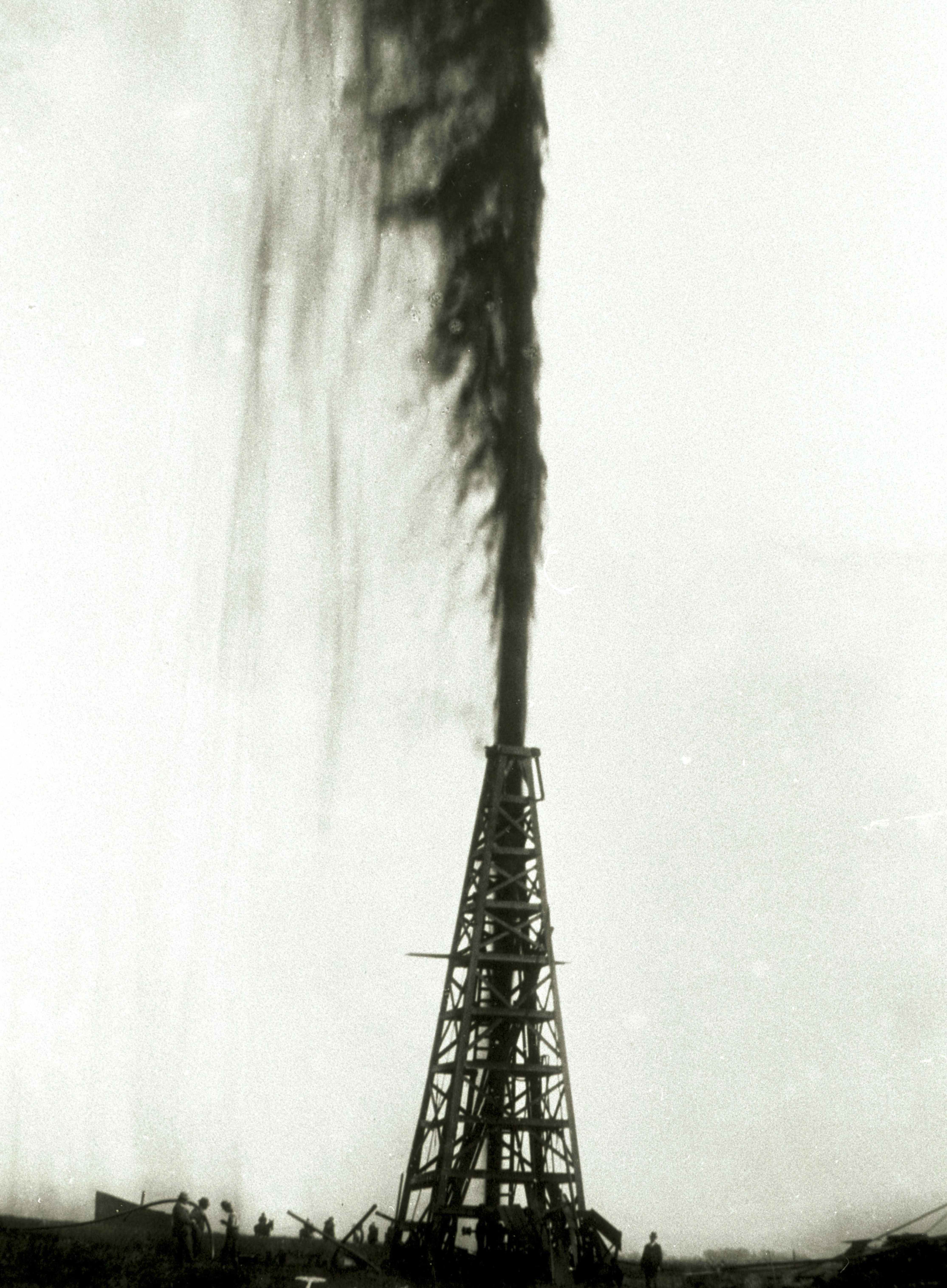
El Lucas Gusher en Spindletop, Texas (1901)

Antes del advenimiento de los equipos de control de presión en la década de 1920, la liberación incontrolada de petróleo y gas de un pozo durante la perforación era común y se conocía como un pozo de petróleo, pozo o pozo salvaje.

## Historia
Los chorros fueron un ícono de la exploración petrolera durante finales del siglo XIX y principios del XX. Durante esa era, las técnicas de perforación simples, como la perforación con herramientas de cable y la falta de dispositivos de prevención de reventones, significaban que los perforadores no podían controlar los yacimientos de alta presión. Cuando se rompían estas zonas de alta presión, el petróleo o el gas natural subían por el pozo a una velocidad alta, forzando la sarta de perforación y creando un chorro de agua. Se dice que un pozo que comenzó como un manantial se había "hundido": por ejemplo, el lago de Chorro Lakeview explotó en 1910. Estos pozos sin tapar podían producir grandes cantidades de petróleo, a menudo disparando 60 m o más en el aire. Un reventón compuesto principalmente de gas natural se conocía como chorro de gas.
A pesar de ser símbolos de la riqueza recién descubierta, los brotes eran peligrosos y derrochadores. Mataron a obreros involucrados en la perforación, destruyeron equipos y cubrieron el paisaje con miles de barriles de petróleo; además, la conmoción cerebral explosiva liberada por el pozo cuando perfora un depósito de petróleo/gas ha sido responsable de que varios petroleros perdieran la audición por completo; Pararse demasiado cerca de la plataforma de perforación en el momento en que perfora el depósito de petróleo es extremadamente peligroso. El impacto en la vida silvestre es muy difícil de cuantificar, pero solo se puede estimar que sea leve en los modelos más optimistas; de manera realista, los científicos de todo el espectro ideológico estiman que el impacto ecológico es severo, profundo y duradero.
Para complicar aún más las cosas, el aceite que fluía libremente estaba, y está, en peligro de encenderse. Un relato dramático de un reventón y un incendio dice:
Con un rugido como el de un centenar de trenes expresos atravesando el campo, el pozo explotó, arrojando aceite en todas direcciones. La torre de perforación simplemente se evaporó. Las tripas se marchitaron como lechuga fuera del agua, mientras la maquinaria pesada se retorcía y se retorcía en formas grotescas en el infierno ardiente.
El desarrollo de técnicas de perforación rotatoria en las que la densidad del fluido de perforación es suficiente para superar la presión de fondo de pozo de una zona recién penetrada significó que los chorros de agua se volvieron evitables. Sin embargo, si la densidad del fluido no era la adecuada o se perdían fluidos en la formación, aún existía un riesgo significativo de que el pozo explotara.
En 1924 se lanzó al mercado el primer dispositivo de prevención de reventones exitoso. La válvula BOP fijada a la cabeza del pozo podría cerrarse en caso de perforar en una zona de alta presión y contener los fluidos del pozo. Se podrían utilizar técnicas de control de pozos para recuperar el control del pozo. A medida que se desarrolló la tecnología, los dispositivos de prevención de reventones se convirtieron en equipo estándar y los surtidores se convirtieron en cosa del pasado.
En la industria petrolera moderna, los pozos incontrolables se conocieron como reventones y son comparativamente raros. Ha habido una mejora significativa en la tecnología, las técnicas de control de pozos y la capacitación del personal que ha ayudado a evitar que ocurran. De 1976 a 1981, se encuentran disponibles 21 informes de reventones.

### Chorros notables
- Una explosión en 1815 resultó de un intento de perforar en busca de sal en lugar de petróleo. Joseph Eichar y su equipo estaban excavando al oeste de la ciudad de Wooster, Ohio, a lo largo de Killbuck Creek, cuando encontraron petróleo. En un relato escrito por la hija de Eichar, Eleanor, la huelga produjo "un estallido espontáneo, que se disparó tan alto como las copas de los árboles más altos".[7]
- Los perforadores de petróleo encontraron varios pozos cerca de Oil City, Pensilvania, en 1861. El más famoso fue el pozo Little & Merrick, que comenzó a brotar petróleo el 17 de abril de 1861. El espectáculo de la fuente de petróleo fluyendo a unos 3000 barriles (480 m³) por día había atraído a unos 150 espectadores cuando, una hora después, el chorro de aceite estalló en llamas, lloviendo fuego sobre los espectadores empapados de aceite. Treinta personas murieron. Otras fuentes tempranas en el noroeste de Pensilvania fueron Phillips #2 (4000 barriles (640 m³) por día) en septiembre de 1861 y el pozo Woodford (3000 barriles (480 m³) por día) en diciembre de 1861.[8]
- El Chorro Shaw en Oil Springs, Ontario, fue el primer pozo de petróleo de Canadá. El 16 de enero de 1862, disparó petróleo desde más de 60 metros por debajo del suelo hasta por encima de las copas de los árboles a una tasa de 3000 barriles (480 m³) por día, lo que provocó el auge del petróleo en el condado de Lambton.[9]
- El Chorro Lucas en Spindletop en Beaumont, Texas, en 1901 fluyó a 100 000 barriles (16 000 m³) por día en su punto máximo, pero pronto se desaceleró y se cerró en nueve días. El pozo triplicó la producción de petróleo de Estados Unidos durante la noche y marcó el inicio de la industria petrolera de Texas.[10][11]
- Masjed Soleiman, Iran, en 1908 marcó el primer gran ataque petrolero registrado en el Oriente Medio.[12]
- Dos Bocas en el estado de Veracruz, México, fue un famoso estallido mexicano de 1908 que formó un gran cráter. Filtró petróleo del depósito principal durante muchos años, y continuó incluso después de 1938 (cuando Pemex nacionalizó la industria petrolera mexicana).
- Chorro Lakeview en el campo petrolífero Midway-Sunset en el condado de Kern, California, de 1910 se cree que es el pozo más grande de Estados Unidos. En su punto máximo, fluyeron más de 100 000 barriles (16 000 m³) de petróleo por día, alcanzando una altura de 200 pies (60 m) en el aire. Permaneció sin tapar durante 18 meses, derramando más de 9 millones de barriles (1400 000 m³) de petróleo, menos de la mitad de los cuales se recuperó.[2]
- Un manantial de corta duración en Alamitos #1 en Signal Hill, California, en 1921 marcó el descubrimiento del campo petrolero de Long Beach, uno de los campos petroleros más productivos del mundo.[13]
- El pozo Barroso II en Cabimas, Venezuela, en diciembre de 1922 fluyó alrededor de 100 000 barriles (16 000 m³) por día durante nueve días, más una gran cantidad de gas natural.[14]
- Baba Gurgur cerca de Kirkuk, Irak, un campo petrolífero conocido desde la antigüedad, entró en erupción a un ritmo de 95 000 barriles (15 100 m³) por día en 1927.[15]
- El Yates #30-A en el condado de Pecos, Texas, brotando 80 pies a través de la carcasa de quince pulgadas, produjo un récord mundial de 204682 barriles de petróleo por día desde una profundidad de 1070 pies el 23 de septiembre de 1929.[16]
- El chorro de agua Wild Mary Sudik en Oklahoma City, Oklahoma, en 1930 fluyó a una tasa de 72 000 barriles (11 400 m³) por día.[17]
- El pozo de agua Daisy Bradford en 1930 marcó el descubrimiento del campo petrolero del este de Texas, el campo petrolero más grande en los Estados Unidos contiguos.[18]
- El pozo de petróleo "wildcat" más grande conocido explotó cerca de Qom, Irán, el 26 de agosto de 1956. El petróleo no controlado alcanzó una altura de 52 m, a una velocidad de 120 000 barriles (19 000 m³) por día. El pozo se cerró después de 90 días de trabajo de Bagher Mostofi y Myron Kinley (Estados Unidos).[19]
- Uno de los chorros de agua más problemáticos ocurrió el 23 de junio de 1985, en el pozo #37 en el campo Tengiz en Atirau, República Socialista Soviética de Kazajistán, Unión Soviética, donde explotó el pozo de 4209 metros de profundidad y el chorro de agua de 200 metros de altura se autoignificó dos días después. Una presión de aceite de hasta 800 atm y un alto contenido de sulfuro de hidrógeno hicieron que el pozo se tapara solo el 27 de julio de 1986. El volumen total de material erupcionado fue de 4.3 millones de toneladas métricas de petróleo y 1.7 mil millones de m³ de gas natural, y el pozo ardiente resultó en 890 toneladas de diversos mercaptanos y más de 900000 toneladas de hollín liberadas a la atmósfera.[20]
- Explosión de Deepwater Horizon: El reventón submarino más grande en la historia de Estados Unidos ocurrió el 20 de abril de 2010, en el Golfo de México en el campo petrolero Macondo Prospect. El reventón provocó la explosión de Deepwater Horizon, una plataforma móvil de perforación en alta mar propiedad de Transocean y alquilada a BP en el momento del reventón. Si bien se desconoce el volumen exacto de petróleo derramado, al 3 de junio de 2010, el Grupo Técnico de Tasas de Flujo del Servicio Geológico de Estados Unidos ha colocado la estimación entre 35000 y 60000 barriles (5600 a 9500 m³) de petróleo crudo por día.[21]

## Causa de reventones

### Presión del yacimiento

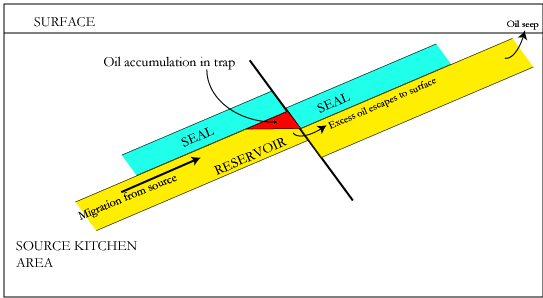
Una trampa de petróleo. Una irregularidad (la trampa) en una capa de rocas impermeables (el sello) retiene el petróleo que fluye hacia arriba, formando un depósito.

El petróleo o el petróleo crudo es un líquido inflamable de origen natural que consiste en una mezcla compleja de hidrocarburos de diversos pesos moleculares y otros compuestos orgánicos que se encuentran en formaciones geológicas debajo de la superficie de la Tierra. Debido a que la mayoría de los hidrocarburos son más livianos que las rocas o el agua, a menudo migran hacia arriba y ocasionalmente lateralmente a través de capas de rocas adyacentes hasta que alcanzan la superficie o quedan atrapados dentro de rocas porosas (conocidas como reservorios) por rocas impermeables que se encuentran arriba. Cuando los hidrocarburos se concentran en una trampa, se forma un campo petrolífero, del cual se puede extraer el líquido mediante perforación y bombeo. La presión de fondo de pozo en las estructuras rocosas cambia según la profundidad y las características de la roca madre. También puede haber gas natural (principalmente metano), generalmente por encima del petróleo dentro del yacimiento, pero a veces se disuelve en el petróleo a la presión y temperatura del yacimiento. El gas disuelto generalmente sale de la solución como gas libre a medida que la presión se reduce, ya sea en operaciones de producción controladas o en una patada, o en una explosión incontrolada. El hidrocarburo en algunos reservorios puede ser esencialmente todo gas natural.

### Patada de formación
Las presiones de los fluidos de fondo de pozo se controlan en los pozos modernos mediante el equilibrio de la presión hidrostática proporcionada por la columna de lodo. Si el equilibrio de la presión del lodo de perforación es incorrecto (es decir, el gradiente de presión del lodo es menor que el gradiente de presión de poro de la formación), entonces los fluidos de la formación (petróleo, gas natural y/o agua) pueden comenzar a fluir hacia el pozo y hacia arriba. el espacio anular (el espacio entre el exterior de la sarta de perforación y la pared del pozo abierto o el interior de la tubería de revestimiento) y/o dentro de la tubería de perforación. Esto se llama comúnmente patada. Idealmente, las barreras mecánicas como los dispositivos de prevención de reventones (BOP) pueden cerrarse para aislar el pozo mientras se recupera el equilibrio hidrostático mediante la circulación de fluidos en el pozo. Pero si el pozo no está cerrado (término común para el cierre del preventor de reventones), una patada puede escalar rápidamente a una explosión cuando los fluidos de formación alcanzan la superficie, especialmente cuando el influjo contiene gas que se expande rápidamente con la reducción presión a medida que fluye hacia arriba del pozo, disminuyendo aún más el peso efectivo del fluido.
Los primeros signos de advertencia de una inminente patada de pozo durante la perforación son:
- Cambio repentino en la velocidad de perforación;
- Reducción del peso de la columna de perforación;
- Cambio en la presión de la bomba;
- Cambio en la tasa de retorno del fluido de perforación.

Otras señales de advertencia durante la operación de perforación son:
- Devolver lodo "cortado" por (es decir, contaminado por) gas, aceite o agua;
- Gases de conexión, unidades de gas de fondo alto y unidades de gas de fondo alto detectadas en la unidad de acumulación de lodo.[22]

El medio principal de detectar una patada durante la perforación es un cambio relativo en la tasa de circulación de regreso a la superficie hacia los pozos de lodo. El equipo de perforación o el ingeniero de lodo realiza un seguimiento del nivel en los pozos de lodo y monitorea de cerca la tasa de retorno del lodo en comparación con la tasa que se bombea por la tubería de perforación. Al encontrar una zona de mayor presión que la que está ejerciendo la cabeza hidrostática del lodo de perforación (incluida la pequeña cabeza de fricción adicional mientras circula) en la barrena, se notará un aumento en la tasa de retorno del lodo a medida que el flujo del fluido de formación se mezcla con el lodo de perforación circulante. Por el contrario, si la tasa de retorno es más lenta de lo esperado, significa que una cierta cantidad de lodo se está perdiendo en una zona de ladrones en algún lugar debajo de la última zapata de revestimiento. Esto no necesariamente resulta en una patada (y puede que nunca se convierta en una); sin embargo, una caída en el nivel del lodo podría permitir la entrada de fluidos de formación de otras zonas si la carga hidrostática se reduce a menos que la de una columna completa de lodo.

### Buen control
La primera respuesta para detectar una patada sería aislar el pozo de la superficie activando los dispositivos de prevención de reventones y cerrando el pozo. Luego, el equipo de perforación intentaría circular en un fluido de muerte más pesado para aumentar la presión hidrostática (a veces con la ayuda de una empresa de control de pozos). En el proceso, los fluidos de entrada circularán lentamente y de manera controlada, teniendo cuidado de no permitir que ningún gas se acelere demasiado rápido en el pozo controlando la presión de la tubería de revestimiento con estranguladores en un programa predeterminado.
Este efecto será menor si el fluido de entrada es principalmente agua salada. Y con un fluido de perforación a base de petróleo, se puede enmascarar en las primeras etapas del control de una patada porque el influjo de gas puede disolverse en el petróleo bajo presión en profundidad, solo para salir de la solución y expandirse con bastante rapidez a medida que el influjo se acerca a la superficie. Una vez que todo el contaminante ha circulado, la presión de cierre de la carcasa debería haber llegado a cero.
Las pilas de taponado se utilizan para controlar las explosiones. La tapa es una válvula abierta que se cierra después de atornillarse.

## Tipos de reventones

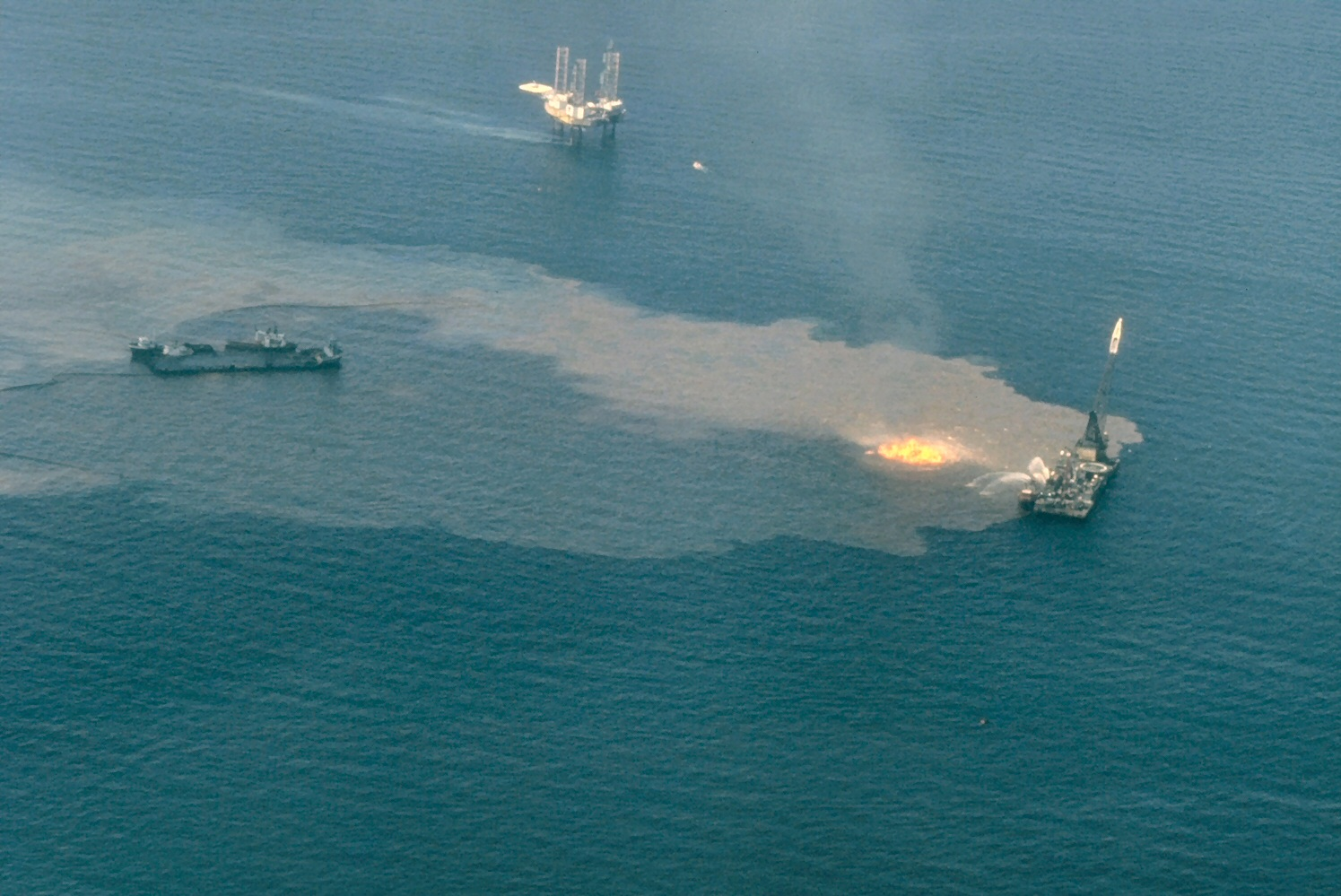
Ixtoc I reventón de pozo de petróleo

Las explosiones de pozos pueden ocurrir durante la fase de perforación, durante la prueba del pozo, durante la terminación del pozo, durante la producción o durante las actividades de reparación.

### Reventones superficiales
Las explosiones pueden expulsar la sarta de perforación del pozo y la fuerza del fluido que se escapa puede ser lo suficientemente fuerte como para dañar la plataforma de perforación. Además del petróleo, la salida de una explosión de pozo puede incluir gas natural, agua, fluido de perforación, lodo, arena, rocas y otras sustancias.
Las explosiones a menudo se encenderán por las chispas de las rocas expulsadas o simplemente por el calor generado por la fricción. Una empresa de control de pozos deberá entonces extinguir el incendio del pozo o tapar el pozo y reemplazar el cabezal de revestimiento y otros equipos de superficie. Si el gas que fluye contiene sulfuro de hidrógeno venenoso, el operador del petróleo podría decidir encender la corriente para convertirlo en sustancias menos peligrosas.
A veces, las explosiones pueden ser tan contundentes que no se pueden controlar directamente desde la superficie, especialmente si hay tanta energía en la zona de flujo que no se agota significativamente con el tiempo. En tales casos, se pueden perforar otros pozos (llamados pozos de alivio) para que se crucen con el pozo o la bolsa, a fin de permitir la introducción de fluidos de peso muerto en profundidad. Cuando se perforaron por primera vez en la década de 1930, se perforaron pozos de alivio para inyectar agua en el pozo de perforación principal. Contrariamente a lo que podría inferirse del término, estos pozos generalmente no se utilizan para ayudar a aliviar la presión mediante múltiples salidas de la zona de explosión.

### Reventones submarinos

Reventón del pozo Macondo-1 en la plataforma Deepwater Horizon, 21 de abril de 2010

Las dos causas principales de un reventón submarino son las fallas del equipo y los desequilibrios con la presión del yacimiento subterráneo encontrado. Los pozos submarinos tienen equipos de control de presión ubicados en el lecho marino o entre la tubería ascendente y la plataforma de perforación. Los dispositivos de prevención de reventones (BOP) son los principales dispositivos de seguridad diseñados para mantener el control de las presiones de los pozos impulsadas geológicamente. Contienen mecanismos de corte de accionamiento hidráulico para detener el flujo de hidrocarburos en caso de pérdida de control del pozo.
Incluso con los equipos y procesos de prevención de reventones en su lugar, los operadores deben estar preparados para responder a un reventón en caso de que ocurra. Antes de perforar un pozo, la BSEE debe presentar, revisar y aprobar un plan detallado de diseño de construcción de pozos, un Plan de respuesta a derrames de petróleo y un Plan de contención de pozos, que depende del acceso a los recursos adecuados de contención de pozos de acuerdo con NTL 2010-N10 .
La explosión del pozo Deepwater Horizon en el Golfo de México en abril de 2010 ocurrió a una profundidad de agua de 1500 m. Las capacidades actuales de respuesta a explosiones en el Golfo de México de Estados Unidos cumplen con las tasas de captura y procesamiento de 130000 barriles de fluido por día y una capacidad de manejo de gas de 220 millones de pies cúbicos por día a profundidades de hasta 10000 pies.

### Reventones subterráneos
Un reventón subterráneo es una situación especial en la que los fluidos de las zonas de alta presión fluyen sin control a zonas de menor presión dentro del pozo. Por lo general, esto es desde zonas más profundas de mayor presión hasta formaciones menos profundas de menor presión. Puede que no haya escape de fluido en la boca del pozo. Sin embargo, la(s) formación(es) que reciben el influjo pueden sobrepresionarse, una posibilidad que los planes de perforación futuros en las inmediaciones deben considerar.

## Empresas de control de reventones
Myron M. Kinley fue un pionero en la lucha contra incendios y reventones de pozos de petróleo. Desarrolló muchas patentes y diseños para las herramientas y técnicas de extinción de incendios petroleros. Su padre, Karl T. Kinley, intentó extinguir un incendio en un pozo de petróleo con la ayuda de una explosión masiva, un método todavía de uso común para combatir los incendios de petróleo. Myron y Karl Kinley utilizaron por primera vez con éxito explosivos para extinguir un incendio en un pozo de petróleo en 1913. Kinley más tarde formaría la M. M. Kinley Company en 1923. Asger "Boots" Hansen y Edward Owen "Coots" Matthews también comienzan sus carreras con Kinley.
Paul N. "Red" Adair se incorporó a M. M. Kinley Company en 1946 y trabajó 14 años con Myron Kinley antes de iniciar su propia empresa, Red Adair Co., Inc., en 1959.
Red Adair Co.ha ayudado a controlar las explosiones en alta mar, que incluyen:
- Incendio de CATCO en el Golfo de México en 1959
- "El Mechero del Diablo" en 1962 en Gassi Touil, Argelia, en el desierto del Sahara
- El derrame de petróleo Ixtoc I en la Bahía de Campeche en México en 1979
- El desastre de Piper Alpha en el Mar del Norte en 1988
- Los incendios petroleros de Kuwait después de la Guerra del Golfo en 1991.[31]

La película estadounidense de 1968 Hellfighters, protagonizada por John Wayne, trata sobre un grupo de bomberos de pozos de petróleo, basada libremente en la vida de Adair; Adair, Hansen y Matthews se desempeñaron como asesores técnicos en la película.
En 1994, Adair se jubiló y vendió su empresa a Global Industries. La gerencia de la compañía de Adair se fue y creó International Well Control (IWC). En 1997, comprarían la empresa Boots & Coots International Well Control, Inc., que fue fundada por Hansen y Matthews en 1978.

## Métodos para apagar los reventones

### Contención de Pozos Submarinos

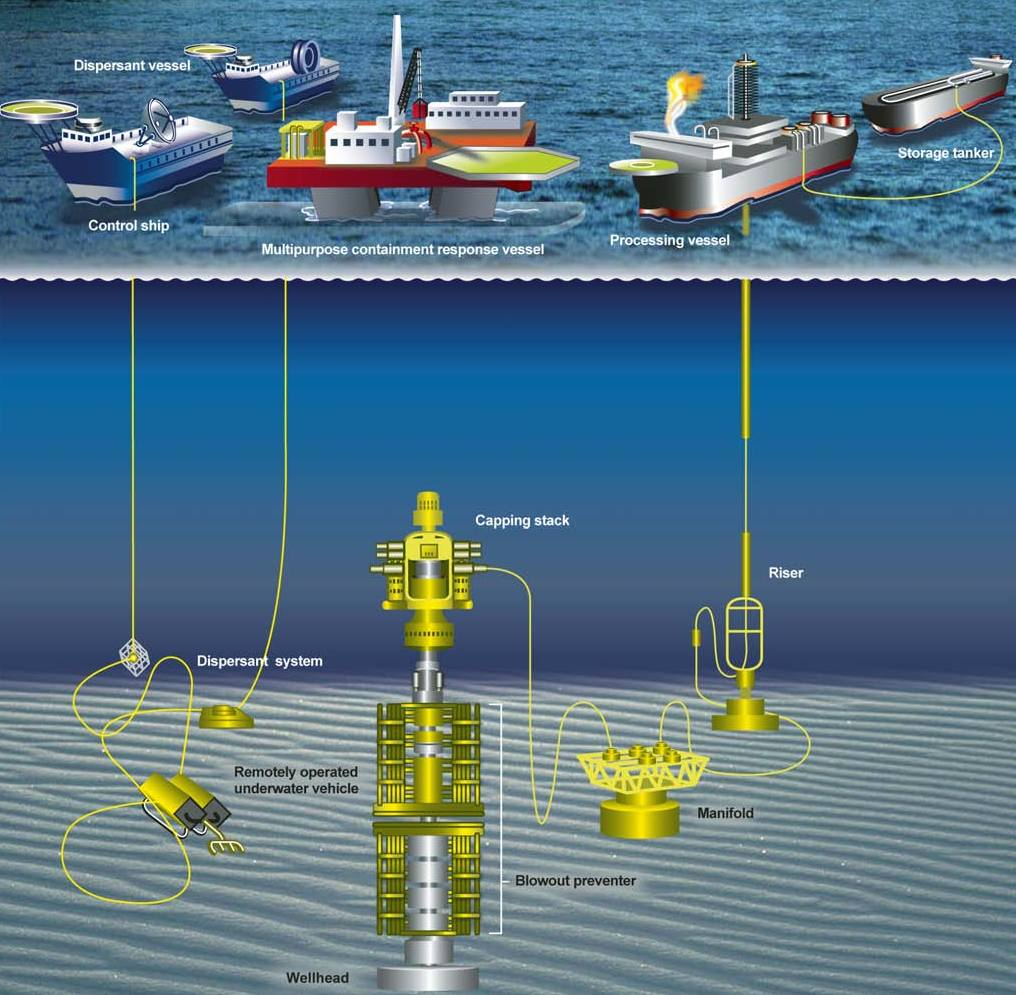
Diagrama de la Oficina de Responsabilidad del Gobierno que muestra las operaciones de contención de pozos submarinos

Después de la explosión de Macondo-1 en Deepwater Horizon, la industria costa afuera colaboró con los reguladores gubernamentales para desarrollar un marco para responder a futuros incidentes submarinos. Como resultado, todas las empresas de energía que operan en aguas profundas del Golfo de México de los EE. UU. Deben presentar un Plan de respuesta a derrames de petróleo requerido por la OPA 90 con la adición de un Plan de demostración de contención regional antes de cualquier actividad de perforación. En el caso de un reventón submarino, estos planes se activan de inmediato, aprovechando algunos de los equipos y procesos utilizados efectivamente para contener el Deepwater Horizon, así como otros que se han desarrollado después.
Para recuperar el control de un pozo submarino, la parte responsable primero garantizaría la seguridad de todo el personal a bordo de la plataforma y luego comenzaría una evaluación detallada del sitio del incidente. Se enviarían vehículos submarinos operados a distancia (ROV) para inspeccionar el estado del cabezal del pozo, el dispositivo de prevención de reventones (BOP) y otros equipos de pozos submarinos. El proceso de eliminación de escombros comenzaría de inmediato para proporcionar un acceso claro para una pila de tapado.
Una vez que se baja y se engancha en la cabeza del pozo, una pila de tapado utiliza la presión hidráulica almacenada para cerrar un ariete hidráulico y detener el flujo de hidrocarburos. Si el cierre del pozo pudiera introducir condiciones geológicas inestables en el pozo, se utilizaría un procedimiento de tapa y flujo para contener los hidrocarburos y transportarlos de manera segura a un recipiente de superficie.
La Parte Responsable trabaja en colaboración con la BSEE y la Guardia Costera de Estados Unidos para supervisar los esfuerzos de respuesta, incluido el control de fuentes, la recuperación de hidrocarburos descargados y la mitigación del impacto ambiental.
Varias organizaciones sin fines de lucro brindan una solución para contener de manera efectiva una explosión submarina. HWCG LLC y Marine Well Containment Company operan en las aguas del Golfo de México de los Estados Unidos, mientras que cooperativas como Oil Spill Response Limited ofrecen apoyo para operaciones internacionales.

### Uso de explosiones nucleares
El 30 de septiembre de 1966, la Unión Soviética experimentó explosiones en cinco pozos de gas natural en Urta-Bulak, un área a unos 80 kilómetros de Bujará, Uzbekistán. En Komsomoloskaya Pravda se afirmó que, después de años de quema incontrolable, pudieron detenerlos por completo. Los soviéticos bajaron una bomba nuclear de 30 kilotones fabricada especialmente en un pozo de 6 kilómetros perforado de 25 a 50 metros del pozo original (con fugas rápidas). Se consideró necesario un explosivo nuclear porque los explosivos convencionales carecían de la potencia necesaria y también requerirían mucho más espacio bajo tierra. Cuando se detonó la bomba, aplastó la tubería original que llevaba el gas desde el depósito profundo a la superficie y cristalizó toda la roca circundante. Esto provocó que la fuga y el fuego en la superficie cesaran en aproximadamente un minuto después de la explosión, y con el paso de los años resultó ser una solución permanente. Un segundo intento en un pozo similar no tuvo tanto éxito y se realizaron otras pruebas para experimentos como el mejoramiento de la extracción de petróleo (Stavropol, 1969) y la creación de depósitos de almacenamiento de gas (Orenburg, 1970).

## Reventones de pozos marinos notables
Datos de información de la industria.
| Año  | Nombre del Equipo             | Propietario del Equipo     | Tipo                   | Daños/detalles |
| ---- | ----------------------------- | -------------------------- | ---------------------- | --- |
| 1955 | S-44                          | Chevron Corporation        | Pontones empotrados    | Reventón y fuego. Vuelto al servicio.                                                                                  |
| 1959 | C. T. Thornton                | Reading & Bates            | Jackup                 | Daños por reventón y fuego.                                                                                            |
| 1964 | C. P. Baker                   | Reading & Bates            | Barcaza de perforación | Reventón en el Golfo de México, barco volcó, 22 muertos.                                                               |
| 1965 | Trion                         | Royal Dutch Shell          | Jackup                 | Destruido por explosión.                                                                                               |
| 1965 | Paguro                        | SNAM                       | Jackup                 | Destruido por explosión y fuego.                                                                                       |
| 1968 | Little Bob                    | Coral                      | Jackup                 | Reventón y fuego, mató a 7.                                                                                            |
| 1969 | Wodeco III                    | Floor drilling             | Barcaza de perforación | Reventón |
| 1969 | Sedco 135G                    | Sedco Inc                  | Semisumergible         | Daño por reventón |
| 1969 | Rimrick Tidelands             | ODECO                      | Sumergible             | Reventón en el Golfo de México                                                                                         |
| 1970 | Stormdrill III                | Storm Drilling             | Jackup                 | Daños por reventón y fuego.                                                                                            |
| 1970 | Discoverer III                | Offshore Co.               | Buque de perforación   | Reventón (Mar del Sur de China)                                                                                        |
| 1971 | Big John                      | Atwood Oceanics            | Barcaza de perforación | Reventón y fuego. |
| 1971 | Wodeco II                     | Floor Drilling             | Barcaza de perforación | Reventón y fuego frente a Perú, 7 muertos.                                                                             |
| 1972 | J. Storm II                   | Marine Drilling Co.        | Jackup                 | Reventón en el Golfo de México                                                                                         |
| 1972 | M. G. Hulme                   | Reading & Bates            | Jackup                 | Reventón y zozobra en el Mar de Java.                                                                                  |
| 1972 | Rig 20                        | Transworld Drilling        | Jackup                 | Reventón en Golfo de Martaban.                                                                                         |
| 1973 | Mariner I                     | Sante Fe Drilling          | Semi-sub               | Reventón en Trinidad, 3 muertos.                                                                                       |
| 1975 | Mariner II                    | Sante Fe Drilling          | Semisumergible         | BOP perdido durante el reventón.                                                                                       |
| 1975 | J. Storm II                   | Marine Drilling Co.        | Jackup                 | Reventón en el Golfo de México.                                                                                        |
| 1976 | Petrobras III                 | Petrobras                  | Jackup                 | Sin información. |
| 1976 | W. D. Kent                    | Reading & Bates            | Jackup                 | Daños durante la perforación de un pozo de alivio.                                                                     |
| 1977 | Maersk Explorer               | Maersk Drilling            | Jackup                 | Reventón e incendio en el Mar del Norte                                                                                |
| 1977 | Ekofisk Bravo                 | Phillips Petroleum         | Plataforma             | Reventón durante la reparación del pozo.                                                                               |
| 1978 | Scan Bay                      | Scan Drilling              | Jackup                 | Reventón e incendio en el Golfo Pérsico.                                                                               |
| 1979 | Salenergy II                  | Salen Offshore             | Jackup                 | Reventón en el Golfo de México                                                                                         |
| 1979 | Sedco 135                     | Sedco Drilling             | Semisumergible         | Reventón e incendio en Bahía de Campeche Ixtoc I.                                                                      |
| 1980 | Sedco 135C                    | Sedco Drilling             | Semisumegsible         | Reventón e incendio de Nigeria.                                                                                        |
| 1980 | Discoverer 534                | Offshore Co.               | Buque de perforación   | El escape de gas se incendió.                                                                                          |
| 1980 | Ron Tappmeyer                 | Reading & Bates            | Jackup                 | Reventón en el Golfo Pérsico, 5 muertos.                                                                               |
| 1980 | Nanhai II                     | República Popular de China | Jackup                 | Reventón de la isla de Hainan.                                                                                         |
| 1980 | Maersk Endurer                | Maersk Drilling            | Jackup                 | Reventón en el Mar Rojo, 2 muertos.                                                                                    |
| 1980 | Ocean King                    | ODECO                      | Jackup                 | Reventón e incendio en el Golfo de México, 5 muertos.                                                                  |
| 1980 | Marlin 14                     | Marlin Drilling            | Jackup                 | Reventón en el Golfo de México                                                                                         |
| 1981 | Penrod 50                     | Penrod Drilling            | Sumergible             | Reventón e incendio en el Golfo de México.                                                                             |
| 1984 | Plataforma Central de Enchova | Petrobras                  | Plataforma fija        | Reventón e incendio en Cuenca de Campos, Río de Janeiro, Brasil, 37 muertos.                                           |
| 1985 | Vanguardia Occidental         | Smedvig                    | Semisumergible         | Reventón de gas poco profundo e incendio en el mar de Noruega, 1 muerte.                                               |
| 1981 | Petromar V                    | Petromar                   | Buque de perforación   | Explosión de gas y zozobra en los mares de China meridional.                                                           |
| 1983 | Bull Run                      | Atwood Oceanics            | Oferta                 | Explosión de petróleo y gas en Dubái, 3 muertes.                                                                       |
| 1988 | Ocean Odyssey                 | Diamond Offshore Drilling  | Semisumergible         | Reventón de gas en BOP e incendio en el Mar del Norte del Reino Unido, 1 muerto.                                       |
| 1988 | Plataforma Central de Enchova | Petrobras                  | Plataforma fija        | Reventón e incendio en la Cuenca de Campos, Río de Janeiro, Brasil, sin fatalidad, plataforma completamente destruida. |
| 1989 | Al Baz                        | Sante Fe                   | Jackup                 | Reventón de gas poco profundo e incendio en Nigeria, 5 muertos.                                                        |
| 1993 | M. Naqib Khalid               | Naqib Co.                  | Perforación Naqib      | Fuego y explosión. Vuelto al servicio.                                                                                 |
| 1993 | Actinia                       | Transoceánico              | Semisumergible         | Reventón submarino en Vietnam.                                                                                         |
| 2001 | Ensco 51                      | Ensco                      | Jackup                 | Explosión de gas e incendio, Golfo de México, sin víctimas.                                                            |
| 2002 | Arabdrill 19                  | Arabian Drilling Co.       | Jackup                 | Colapso estructural, explosión, incendio y hundimiento.                                                                |
| 2004 | Adriatic IV                   | Global Sante Fe            | Jackup                 | Reventón e incendio en la plataforma Temsah, Mar Mediterráneo.                                                         |
| 2007 | Usumacinta                    | PEMEX                      | Jackup                 | La tormenta obligó a la plataforma a moverse, provocando la explosión del pozo en la plataforma Kab 101, 22 muertos.   |
| 2009 | West Atlas/Montara            | Seadrill                   | Jackup/ Plataforma     | Reventón e incendio en plataforma y plataforma en Australia.                                                           |
| 2010 | Deepwater Horizon             | Transocean                 | Semisumergible         | Reventón y fuego en la plataforma, reventón de un pozo submarino, murieron 11 en explosión.                            |
| 2010 | Vermilion Block 380           | Mariner Energy             | Plataforma             | Explosión y fuego, 13 sobrevivientes, 1 herido.                                                                        |
| 2012 | KS Endeavour                  | KS Energy Services         | Jack-Up                | Reventón y fuego en la plataforma, colapsó, mató a 2 en explosión.                                                     |
| 2012 | Platagorma Elgin              | Total                      | Plataforma             | Reventón y liberación prolongada de gas ácido, sin lesiones.                                                           |